# レザン

レザンの紋章

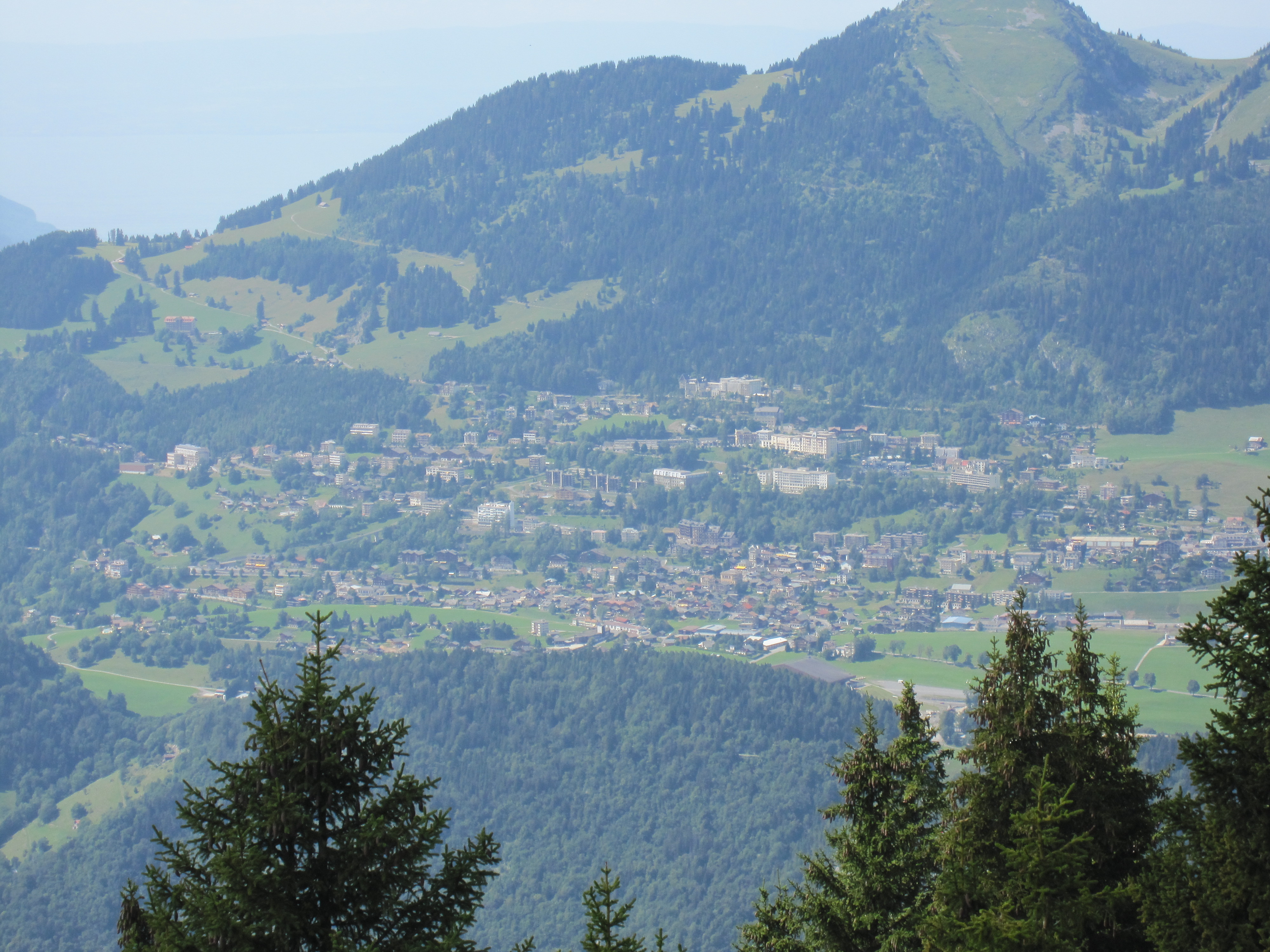
夏のレザン

レザン（Leysin）は、スイスのヴォー州の基礎自治体 ( コミューン ) のひとつで、人口4,000人ほどの村。
スノーボードのヨーロッパ選手権などが毎年開催される高級スキーリゾート地として世界に知られる。
多くのヨーロッパの映画スターが避暑に訪れ、公用語はフランス語。

## 学校
多くの大学や大学院、ボーディングスクールなどがあり世界各国からの留学生が集まる町として有名である。
- スイス公文学園高等部 - 文部科学省の在外教育施設として認可を受けている
- レザンアメリカンスクール （Leysin American School） - 名門校として知られる
- シラー国際大学
- アメリカン大学スイス校
- グリオン大学
- ホスタ専門大学校

## 逸話
第二次世界大戦の際に連合国軍、枢軸国軍両方の負傷兵が療養した村としても知られている。
作家の芹沢光治良は、このレザンのサナトリウムで療養したといわれている。

## 交通
- シャブレ公共交通エーグル-レザン線
- 郵便バス路線（スイス郵政省が経営する路線バス）